# Recinte emmurallat de Toixa
El Recinte emmurallat de Toixa és un bé d'interès cultural compost pels elements que subsisteixen de les muralles de Toixa ( València). Va ser declarat BIC el 28 de novembre de 2005, amb anotació ministerial RI-51-0011541.
Toixa ja estava dotada de muralles a 1370, quan la seua carta de poblament instruí l'expulsió extramurs dels habitants moriscs, i el nucli interior habitat només per cristians vells.
El recinte emmurallat es troba al peu del turó on s'alça el castell de Toixa. Els llenços de les muralles es troben confosos entre els edificis de la població, formant part d'aquests. Per això hi ha el perill de la seva desaparició en renovar les edificacions que contenen elements de les antigues muralles.
Es distingeixen dos dels portals d'entrada, un costat del carrer Calvari, on es conserva una de les torres del portal, i un altre al carrer anomenada Portal dels Sants, on s'aprecia una de les dues torres que fortificaven l'accés, havent-se demolit una a finals del segle xx. Aquest accés manté un arc i en cadascun dels seus costats conserva un retaule amb rajoles amb les imatges de Sant Josep (del segle xviii) i Sant Roc (originalment també del  XVIII, destruït durant la  Guerra Civil i restituït posteriorment), d'aquí el seu nom de Portal dels Sants. Segons la tradició oral de la població i els vestigis que s'aprecien a l'edifici, va ser una antiga església fortificada, ja que es trobava al costat del portal d'accés al recinte.
S'ha descobert una torrassa amb volta destinada a aljub. Així mateix s'aprecien restes de carreus i d'edificacions amb indicis de fortificació. S'ha delimitat un entorn que se suposa que inclou la ubicació del recinte emmurallat a l'efecte de la seva futura identificació. En aquest recinte es troba un edifici situat en el qual conserva en planta baixa dos arcs apuntats que podrien indicar l'ús de l'edifici per llotja en planta baixa i edifici municipal a la planta superior, responent a una tipologia d'edifici públic medieval molt estès en la Comunitat Valenciana.